# هنري فانغاس
هنري فانغاس (بالإسبانية: Henry Vanegas)‏ هو مدرب كرة قدم ولاعب كرة قدم كولومبي في مركز الوسط، ولد في 29 يوليو 1960 في كولومبيا. شارك مع منتخب كولومبيا لكرة القدم.